# Halo (cântec de Beyoncé)

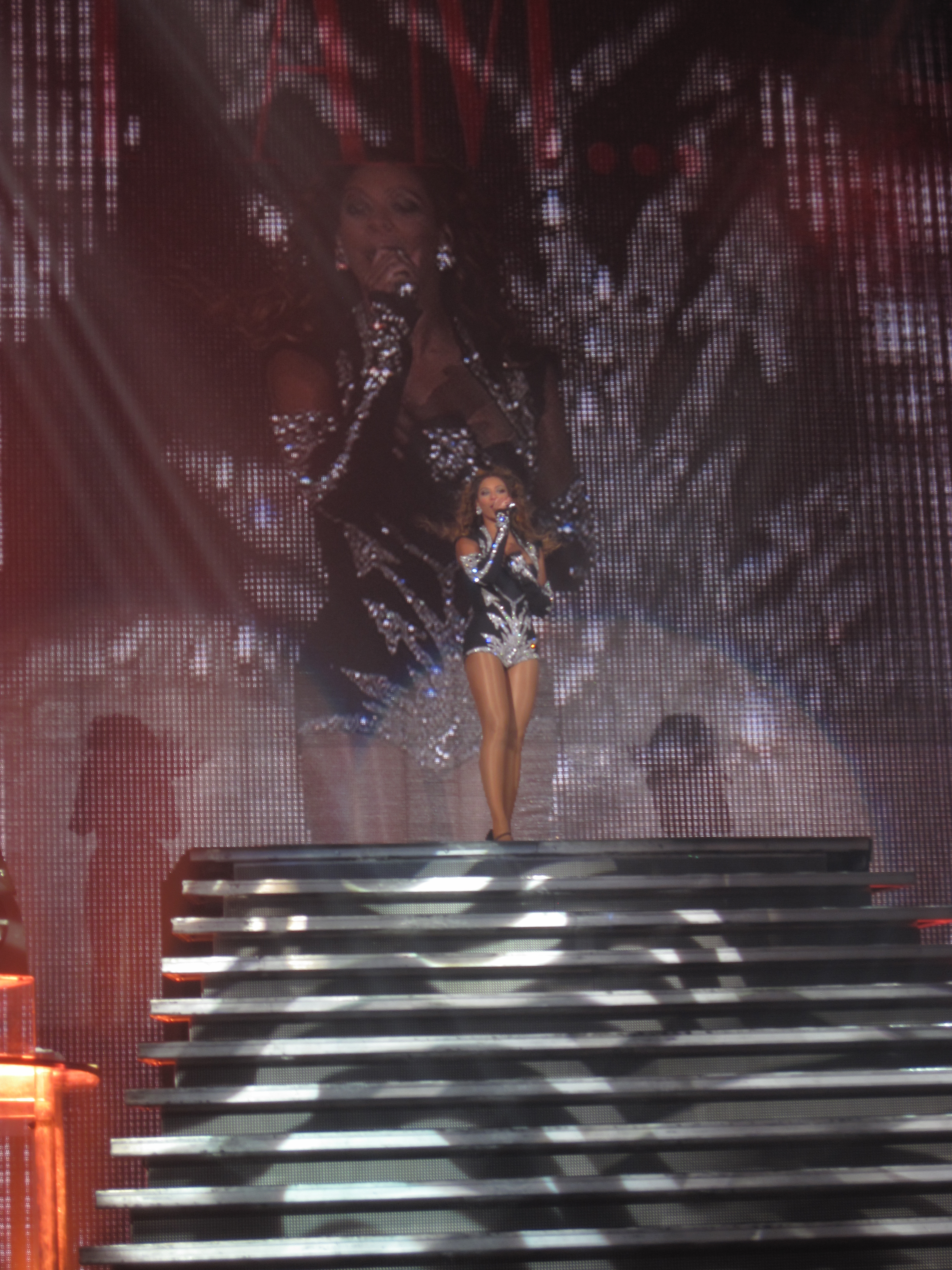
Beyoncé interpretând „Halo” la Arena O2 din Londra în 2009.

„Halo” este un cântec al interpretei americane Beyoncé. Piesa a fost compusă de Ryan Tedder, regăsindu-se pe cel de-al treilea album de studio al artistei, I Am... Sasha Fierce. „Halo” a fost lansat ca cel de-al treilea single al albumului la nivel mondial, în timp ce în S.U.A. s-a bucurat de promovare în paralel cu „Diva”, ambele fiind trimise posturilor de radio americane pe data de 20 ianuarie 2009.
Inițial, compoziția i-a fost oferită cântăreței britanice Leona Lewis, însă programul încărcat al acesteia nu i-a permis să îl înregistreze, lucru ce a condus la o serie de speculații conform cărora Beyoncé și-ar fi însușit melodia. De asemenea, „Halo” a intrat din nou în atenția publicului odată cu lansarea înregistrării „Already Gone” interpretate de Kelly Clarkson, întrucât cele două cântece prezintă o serie de similitudini, Clarkson blamându-l pe Tedder (producătorul ambelor piese) pentru acest lucru.
Pentru cântec a fost realizat un videoclip de Philip Andelman, în care a apărut actorul Michael Ealy. „Halo” a devenit unul dintre cele mai bine clasate discuri single lansate de Knowles în întreaga sa carieră, ocupând locul 1 în țări precum Israel, Norvegia, Polonia sau Slovacia și devenind un succes comercial la nivel global. Piesa a obținut o nominalizare la Premiile Teen Choice pentru „Cel mai bun cântec de dragoste” și a câștigat trofeul „Cel mai bun cântec” la MTV Europe Music Awards.

## Compunere și promovare
Cântecul, compus de Ryan Tedder și de Evan „Kidd” Bogart, a fost oferit inițial cântăreței britanice Leona Lewis, dar aceasta nu a avut timp să-l înregistreze în perioada în care Tedder dorea să îl lanseze. Astfel, piesa i-a fost oferită lui Beyoncé. Cu toate acestea, mentorul Leonei Lewis, Simon Cowell, s-a arătat deranjat de faptul că înregistrarea predestinată protejatei sale a fost înregistrată de Beyoncé. „Halo” se dorea a fi primul single de pe cel de-al doilea album de studio al britanicei, Echo.
Knowles a interpretat „Halo” pentru prima dată la premiile NAACP Awards, unde a câștigat distincția Outstanding Female Artist. A interpretat acest cântec în timpul promovării filmului Obsessed, inclusiv în emisiunea The Late Show with David Letterman pe 14 aprilie 2009 după ce acordase un interviu acordat moderatorului. și la The Today Show pe 23 aprilie 2009.
Cântecul a fost inclus pe coloana sonoră a Caminho das Índias (pt: Drum spre India), o telenovelă braziliană; acest lucru a ajutat discul single să urce în clasamentele din Brazilia și Portugalia, țări în care sitcomul este transmis. „Halo” a fost nominalizat și desemnat „Cel mai bun cântec” la gala MTV Europe Music Awards ce s-a desfășurat pe data de 3 noiembrie 2009 în Berlin, Germania.

## Structură
„Halo” este un cântec pop cu influențe R&B și din muzica electronică ce este compus într-o tonalitate majoră. Este utilizată o subtilă armonie vocală și un ritm acustic de pian. Negativul conține doar câteva sincope și se folosesc 1-2 acorduri pe spații mari. Nu sunt secțiuni instrumentale prea lungi în cântec și se remarcă sonoritatea provenită de la sintetizator. Frazarea melodică este complexă, ritmul fiind de actualitate, iar Knowles interpretează piesa într-un mod dinamic. Versurile sunt interpretate pe timpul neaccentuat, iar refrenul final este acompaniat de un ritm exhaustiv provenit de la chitară și de la instrumentele de percuție.

## Controverse
La scurtă vreme după compunerea lui „Halo”, Tedder a lucrat cu Kelly Clarkson la cel de-al patrulea album de studio (All I Ever Wanted) al interpretei și au scris cântecul „Already Gone”. Clarkson a fost surprinsă de asemănările acestei piese cu cea a lui Beyoncé, susținând că acest lucru va provoca controverse. „Eu și Ryan ne-am întâlnit la casa de discuri, înainte el lucrând cu altcineva. Am realizat cam șase cântece, patru sau cinci dintre ele ajungând să fie incluse pe album. Totul era bine și grozav. Nu auzisem până atunci de vreun cântec numit «Halo». Materialul lui Beyonce apăruse după ce eu terminasem de înregistrat. Sunt foarte dezamăgită. Oamenii de acasă nu se vor gândi că piesele au fost compuse de Ryan și poate de aceea există similarități, ci vor considera că eu o plagiez pe Beyoncé, lucru care nu o să-mi facă prea mult bine.”
Clarkson a încercat să-i determine pe cei de la casa de discuri să nu lanseze „Already Gone” ca single, însă managerii de la RCA nu au ținut cont de părerea ei. „Într-un final, o vor promova fără acordul meu. Nu e deloc plăcut, dar este unul din lucrurile asupra căruia nu am control. Deja mi-am terminat albumul. În acest moment, casa de discuri poate să facă orice cu el.”
Tedder a replicat astfel: „sunt două piese diferite, pe care le-am compus în feluri diferite, pornind de la concepte diferite. Nu aș încerca niciodată să pun doi artiști precum Beyonce și Kelly Clarkson să înregistreze peste același negativ. E absurd.”

## Recenzii
Recenziile acordate piesei de către criticii de specialitate au fost, în general, pozitive. Chris Williams de la Billboard a comparat „Halo” cu „Bleeding Love” (interpretat de Leona Lewis), o altă compoziție de-a lui Tedder. Michael Slezak de la Entertainment Weekly scrie că piesa este „absolut glorioasă și cu o producție perfectă”, acesta considerând că „ar trebui să aibă același succes ca «Irreplaceable» și «Crazy in Love»”. Digital Spy afirmă: ”«Everywhere I'm looking now, I'm surrounded by your embrace, baby I can see your halo, you know you're my saving grace» (en: «Oriunde m-aș uita acum, sunt înconjurată de îmbrățișarea ta, iubitule, îți văd aureola, știi că ești rugăciunea mea salvatoare»), Beyoncé cântă acompaniată de ritmurile bombastice ale lui Tedder. Oare Lewis reușea să interpreteze piesa mai bine? Acest lucru ține de opinia fiecăruia, însă doamna Jay-Z nu prea lasă loc de îmbunătățiri”. UK Mix își exprimă suportul față de înregistrare prin următoarele: „Lansat ca cel de-al doilea single al primului disc, «Halo» este cu siguranță cel mai bun cântec al albumului. [...] Per total, aceasta este cea mai bună baladă înregistrată vreodată de Beyoncé”. Vibe apreciază modul de interpretare al piesei, considerând faptul că aceasta „sună relaxată și încrezătoare”. Alte recenzii pozitive vin și din partea unor publicații precum Boston Globe sau The Onion.
Cu toate acestea, au existat publicații ce s-au declarat mai puțin impresionate de piesă. Pitchford Media susține în recenzia albumului I Am... Sasha Fierce faptul că „nimeni nu câștigă bătălia dintre Beyoncé și Sasha – de obicei, ascultătorul pierde. Pe partea Beyoncé, piese precum «If I Were a Boy» și incredibila baladă «Halo» o prezintă pe cântăreață atât stridentă, cât și expusă”. Alexis Petridis de la The Guardian a numit piesa „o palidă rescriere a cântecului «Umbrella» interpretat de Rihanna”, criticând aceleași procedee de compoziție. MSN Music include „Halo” în categoria celor mai slabe cântece de pe album, alături de „Ave Maria”, numind înregistrarea „o transformare grotescă a piesei «Umbrella»”.

## Ordinea pieselor pe disc
| Nr.                                             | Titlul                                 | Durată |
| ----------------------------------------------- | -------------------------------------- | ------ |
| Disc single distribuit în Australia și Germania |                                        |        |
| 1.                                              | „Halo” [A]                             | 4:21   |
| 2.                                              | „Single Ladies (Put a Ring on It)” [B] | 3:30   |
| EP distribuit în Regatul Unit                   |                                        |        |
| 1.                                              | „Halo” [C]                             | 6:58   |
| 2.                                              | „Halo” [D]                             | 5:49   |
| 3.                                              | „Halo” [E]                             | 6:33   |
| 4.                                              | „Halo” [A]                             | 4:21   |
| Disc de vinil distribuit în Regatul Unit        |                                        |        |
| 1.                                              | „Halo” [A]                             | 4:21   |
| 2.                                              | „Halo” [L]                             | 4:10   |
| 3.                                              | „Halo” [C]                             | 6:58   |
| Disc single distribuit în Belgia                |                                        |        |
| 1.                                              | „Halo” [A]                             | 4:39   |
| 2.                                              | „Diva” [F]                             | 3:20   |

| Nr.                                                                 | Titlul     | Durată |
| ------------------------------------------------------------------- | ---------- | ------ |
| Descărcare digitală distribuită în Franța, Germania și Regatul Unit |            |        |
| 1.                                                                  | „Halo” [A] | 4:39   |
| EP de remixuri lansat în S.U.A.                                     |            |        |
| 1.                                                                  | „Halo” [G] | 3:44   |
| 2.                                                                  | „Halo” [H] | 8:54   |
| 3.                                                                  | „Halo” [I] | 8:57   |
| 4.                                                                  | „Halo” [J] | 7:13   |
| 5.                                                                  | „Halo” [K] | 8:02   |
| Disc single distribuit în Germania (versiune „Premium”)             |            |        |
| 1.                                                                  | „Halo” [A] | 4:21   |
| 2.                                                                  | „Diva” [F] | 3:20   |
| 3.                                                                  | „Halo” [L] | 4:10   |
| 4.                                                                  | „Halo” [M] | 3:46   |

Specificații
| - A ^ Versiunea de pe albumul părinte I Am... Sasha Fierce. - B ^ Versiunea de pe albumul părinte I Am... Sasha Fierce. - C ^ Remix realizat de Olli Collins și Fred Portelli. - D ^ Remix realizat de The New Devices. - E ^ Remix realizat de My Digital Enemy. - F ^ Versiunea de pe albumul părinte I Am... Sasha Fierce. | - G ^ Editare radio. - H ^ Remix „Club Remix” realizat de Dave Audé. - I ^ Remix „Club Remix” realizat de Gomi. - J ^ Remix „Club Remix” realizat de Karmatronic. - K ^ Remix „Club Remix” realizat de Lost Daze. - L ^ Editare radio realizată de Dave Audé. - M ^ Videoclip. |

## Videoclip

Beyoncé alături de actorul Michael Ealy în videoclipul cântecului „Halo”. Ultimul cadru prezintă o schimbare în povestea clipului, Knowles fiind prezentată într-o scenă subacvatică.

Videoclipul a avut premiera pe iTunes în data de 23 decembrie 2008, fiind lansat simultan cu cel pentru „Diva”. Filmările au avut loc la sfârșitul lunii noiembrie, regizorul fiind Philip Andelman. Este primul clip color, celelalte trei de pe albumul I Am... Sasha Fierce fiind alb-negru. Cântecul a fost editat, versiunea pentru videoclip având 3:45 minute, iar cea de pe material durând 4:21 minute. Cadrele o prezintă pe Knowles alături de actorul Michael Ealy, cei doi jucând rolul de îndrăgostiți. Pe canalul oficial de YouTube al interpretei, „Halo” a acumulat aproximativ 60,9 milioane de accesări până la 16 noiembrie 2009. Entertainment Weekly a descris videoclipul astfel: „mi se pare puțin ciudat că o compoziție atât de bună de pe ...Sasha Fierce are parte de un videoclip care este luminat excesiv; nu-mi dau seama dacă Beyoncé aduce un tribut peliculei Flashdance sau dacă încearcă să mă opereze. Totuși, nu sunt supărat pe sora lui Solange”.
Filmările pentru materialul video s-au desfășurat pe un interval de două zile, ultimele scene filmate fiind cele în care artista interpretează o coregrafie de balet și cadrele ce o prezintă pe Knowles în scenele subacvatice. Pe platourile de filmare ale videoclipului, solista a declarat faptul că este pentru prima dată când își deschide ochii în apă, anterior acest aspect cauzându-i teamă.

## Prezența în clasamente
„Halo” a debutat pe locul 93 în Billboard Hot 100 la începutul anului 2009, obținând locul 5 cincisprezece săptămâni mai târziu. Poziționarea obținută de cântec a ajutat-o pe Knowles să devină interpreta cu cele mai multe hituri de top 10 și de top 5 a deceniului în clasamentul american. Piesa a obținut locul 1 în Billboard Hot Dance Club Play, devenind cea de-a zecea înregistrare a artistei ce obține această performanță. În Canada, „Halo” a urcat până pe treapta cu numărul 3.
La nivel european, înregistrarea a obținut clasări de top 10 în majoritatea topurilor muzicale de pe continent. „Halo” a devenit un succes în nordul Europei, ocupând locul 4 atât în Irlanda, cât și în Regatul Unit și locul 8 în Suedia (poziție pe care s-a întors și în cea de-a douăzeci și opta săptămână de activare în clasament). Discul este cel de-al doilea cel mai bine vândut single al artistei în această țară. Cântecul a devenit cel de-al doilea disc single al artistei ce ocupă locul 1 în Norvegia, după „If I Were a Boy”, staționând în top 10 timp de douăzeci și unu de săptămâni (dintre care douăzeci consecutive) și devenind cel mai mare succes al lui Knowles în această țară. „Halo” a obținut clasări de top 10 și în țările vorbitoare de limbă germană precum: Austria, Elveția sau Germania. În regiunile latine ale Europei, piesa a înregistrat cea mai bună poziționare în Portugalia (locul 2), însă a activat și în clasamentele din Italia, Spania și România, în cea din urmă țară fiind primul hit de top 20 al albumului.
În Oceania, „Halo” a fost lansat ca cel de-al treilea single al albumului, după „If I Were a Boy” și „Single Ladies (Put a Ring on It)”, obținând clasări de top 3 atât în Australia, cât și în Noua Zeelandă. Pe 7 februarie a fost cel mai adăugat single la posturile de radio australiene, ajungând pe locul 3 în Australian Singles Chart. „Halo” s-a comercializat în peste 140.000 de exemplare, primind dublu disc de platină în această țară. În Noua Zeelandă, „Halo” a debutat pe locul 40 și a obținut poziția secundă trei săptămâni mai târziu, devenind cel de-al zecelea disc single de top 10 al artistei în această țară. Datorită succesului înregistrat de piesă, albumul I Am... Sasha Fierce a urcat în clasamente, ocupând poziția 6 în New Zeeland Album Chart. În această regiune cântecul a obținut și discul de platină datorită celor peste 15.000 de exemplare vândute.

## Clasamente
| Țară (clasament)                      | Poziția maximă | Referință |
| ------------------------------------- | -------------- | --------- |
| Australia (ARIA)                      | 3              | [ 55 ]    |
| Austria (Ö3 Austria Top 40)           | 6              | [ 9 ]     |
| Austria (Radio Charts — Difuzări)     | 19             | [ 62 ]    |
| Belgia — Flandra (Ultratop)           | 18             | [ 52 ]    |
| Belgia — Valonia (Ultratop)           | 24             | [ 52 ]    |
| Brazilia (Brasil Hot 100)             | 2              | [ 63 ]    |
| Bulgaria (APC Charts)                 | 35             | [ 64 ]    |
| Canada (Billboard — Canadian Hot 100) | 3              | [ 9 ]     |
| Cehia (IFPI)                          | 2              | [ 65 ]    |
| China (Top 40 Charts)                 | 3              | [ 66 ]    |
| Croația (e!Hot)                       | 1              | [ 67 ]    |
| Danemarca (IFPI)                      | 15             | [ 9 ]     |
| Elveția (Media Control)               | 4              | [ 9 ]     |
| Elveția (Radio Charts — Difuzări)     | 3              | [ 68 ]    |
| Europa (APC Charts — Euro 200)        | 3              | [ 69 ]    |
| Europa (Billboard — European Hot 100) | 4              | [ 70 ]    |
| Germania (Media Control)              | 5              | [ 9 ]     |
| Germania (Radio Charts — Difuzări)    | 11             | [ 71 ]    |
| India (Top 40 Charts)                 | 5              | [ 72 ]    |
| Italia (FIMI)                         | 5              | [ 52 ]    |
| Italia (Italia Airplay Top 100)       | 4              | [ 73 ]    |
| Irlanda (IRMA)                        | 4              | [ 9 ]     |
| Israel (Charts.co.il)                 | 1              | [ 74 ]    |
| Japonia (Top 40 Charts)               | 3              | [ 75 ]    |

| Clasament                                | Poziția maximă | Referință     |
| ---------------------------------------- | -------------- | ------------- |
| Macedonia (Antenna 5)                    | 1              | [ 76 ]        |
| Muntenegru (Montenegro Top 20)           | 3              | [ 77 ]        |
| Norvegia (VG Lista)                      | 1              | [ 9 ]         |
| Noua Zeelandă (RIANZ)                    | 2              | [ 58 ]        |
| Noua Zeelandă (Radioscope — Difuzări)    | 2              | [ 78 ]        |
| Olanda (Dutch Top 40)                    | 9              | [ 9 ]         |
| Olanda (Dutch Mega Top 100)              | 14             | [ 52 ]        |
| Polonia (APC Charts)                     | 1              | [ 79 ]        |
| Portugalia (APC Charts)                  | 2              | [ 9 ]         |
| Regatul Unit (OCC — UK Singles Chart)    | 4              | [ 9 ]         |
| Regatul Unit (OCC — UK R&B Chart)        | 2              | [ 80 ]        |
| Regatul Unit (OCC — Difuzări «Radio»)    | 1              | [ 81 ]        |
| România (Top 20 Nielsen)                 | 11             | [ 82 ]        |
| Rusia (Top Hit)                          | 26             | [ 83 ]        |
| Slovacia (IFPI)                          | 1              | [ 84 ]        |
| Spania (Promusicae)                      | 5              | [ 9 ]         |
| Suedia (Sverigetopplistan)               | 8              | [ 9 ]         |
| S.U.A. (Billboard Hot 100)               | 5              | [ 85 ] [ 86 ] |
| S.U.A. (Billboard Pop 100)               | 3              | [ 85 ] [ 86 ] |
| S.U.A. (Billboard Hot R&B/Hip-Hop Songs) | 16             | [ 85 ] [ 86 ] |
| S.U.A. (Billboard Hot Digital Songs)     | 8              | [ 85 ] [ 86 ] |
| Turcia (Billboard — Türkiye Top 20)      | 10             | [ 87 ]        |
| Ucraina (Top 40 Charts)                  | 14             | [ 88 ]        |
| United World Chart (Media Traffic)       | 3              | [ 9 ]         |

## Versiuni existente
| - Versiunea de pe albumul I Am... Sasha Fierce; - Editare radio; - Editare radio realizată de Dave Audé; - Remix realizat de Olli Collins și Fred Portelli; - Remix realizat de The New Devices; | - Remix realizat de My Digital Enemy; - Remix „Club Remix” realizat de Dave Audé; - Remix „Club Remix” realizat de Gomi; - Remix „Club Remix” realizat de Karmatronic; - Remix „Club Remix” realizat de Lost Daze; |

## Personal
Sursă:
- Suport vocal: Beyoncé Knowles
- Textieri: Ryan Tedder, E. Kidd Bogart și Beyoncé Knowles
- Producători: Ryan Tedder și Beyoncé Knowles
- Înregistrat de: Ryan Tedder, Jim Caruana
- Asistenți: Christian Baker
- Instrumental: Ryan Tedder
- Compilat de Mark „Spike” Stent; asistat de Matt Green
- Înregistrat în studiourile „Mansfield” (Los Angeles, California), „The Record Plant” (Los Angeles, California), „Germano” (New York, New York) și „Roc the Mic” (New York, New York)

## Certificări
| \| Țara \| Vânzări/ puncte \| Certificare \| Referință \| \| -------------------------- \| --------------- \| ----------- \| --------- \| \| Australia \| +150.000 \| \| [89] \| \| Noua Zeelandă \| +15.000 \| \| [90] \| \| Spania \| +40.000 \| \| [91] \| \| Regatul Unit \| +400.000 \| \| [92] \| \| Statele Unite ale Americii \| +2.000.000 \| \| [93][94] \| \| United World Chart \| 4.722.000 \| \| [95] \| | Note - reprezintă „disc de aur”; - reprezintă „disc de platină”; - reprezintă „dublu disc de platină”. |             |               |
| Țara | Vânzări/ puncte                                                                                        | Certificare | Referință     |
| Australia | +150.000                                                                                               |             | [ 89 ]        |
| Noua Zeelandă | +15.000                                                                                                |             | [ 90 ]        |
| Spania | +40.000                                                                                                |             | [ 91 ]        |
| Regatul Unit | +400.000                                                                                               |             | [ 92 ]        |
| Statele Unite ale Americii | +2.000.000                                                                                             |             | [ 93 ] [ 94 ] |
| United World Chart | 4.722.000                                                                                              |             | [ 95 ]        |

## Datele lansărilor
| Țara                       | Data lansării     | Casă de discuri               | Format                           | Referințe     |
| -------------------------- | ----------------- | ----------------------------- | -------------------------------- | ------------- |
| Statele Unite ale Americii | 20 ianuarie 2009  | Columbia Records              | difuzare radio                   | [ 1 ]         |
| Australia                  | 21 februarie 2009 | Columbia Records              | disc single                      | [ 96 ]        |
| Franța                     | 20 martie 2009    | Music World/ Columbia Records | descărcare digitală              | [ 38 ]        |
| Germania                   | 20 martie 2009    | Music World/ Columbia Records | descărcare digitală              | [ 39 ]        |
| Irlanda                    | 20 martie 2009    | Music World/ Columbia Records | disc single                      | [ 97 ]        |
| Elveția                    | 3 aprilie 2009    | Columbia Records              | disc single                      | [ 98 ]        |
| Germania                   | 3 aprilie 2009    | Columbia Records              | disc single                      | [ 33 ] [ 42 ] |
| Regatul Unit               | 13 aprilie 2009   | RCA Records                   | disc single, descărcare digitală | [ 40 ] [ 99 ] |
| S.U.A.                     | 14 aprilie 2009   | Sony Music                    | EP                               | [ 41 ]        |